# Peter Schlütter
Peter Schlütter (Copenhague, 25 de noviembre de 1893-Copenhague, 6 de abril de 1959) fue un deportista danés que compitió en vela en la clase 6 Metre. Participó en los Juegos Olímpicos de Ámsterdam 1928, obteniendo una medalla de plata en la clase 6 Metre.

## Palmarés internacional
| Juegos Olímpicos | Juegos Olímpicos         | Juegos Olímpicos | Juegos Olímpicos |
| Año              | Lugar                    | Medalla          | Clase            |
| ---------------- | ------------------------ | ---------------- | ---------------- |
| 1928             | Ámsterdam (Países Bajos) | Medalla de plata | 6 Metre          |